# حاجي بيك
حاجي بيك هي قرية في مقاطعة نظر أباد، إيران. يقدر عدد سكانها بـ 698 نسمة بحسب إحصاء 2016.